# Моджуз, Мирза Али
Мирза Али Моджуз (азерб. علی معجز, Mirzə Əli Möcüz; 29 марта 1873, Шебустар — 25 сентября 1934, Шахруд) — азербайджанский поэт XIX — начала XX века.

## Биография
Мирза Али Моджуз родился 29 марта 1873 года в городе Шебустар в семье купца. Учился в духовной школе. В 1889 году переехал в Турцию, где и опубликовал свои первые стихи. На родину вернулся в 1905 году. Под влиянием азербайджанской демократической литературы, особенно Сабира, Моджуз писал сатирические стихи. Основными темами его творчества были бесправие народа («Родина», «Что ни день» и др.), его борьба против притеснителей, положение закрепощенной женщины («Несчастные девушки» и др.). Моджуз воспевал также В. И. Ленина («Ленин»), Октябрьскую революцию 1917 («Революция грянет», «Наконец» и др.). Лишь после смерти поэта эти его произведения увидели свет.

## Сочинения
- Шеирлəр, Бакы, 1955
- В рус. пер. — Стихи. [Предисл. Г. Мамедали], Б., 1956, в кн.: Антология азербайджанской поэзии, т. 2, М., 1960, с. 244—58.